# Amfiteatre de Nimes
L'amfiteatre de Nimes (també anomenat, en francès, arènes de Nimes) és una construcció romana del segle i, situada a la ciutat francesa de Nimes, al departament de Gard.
És el principal monument romà d'aquesta ciutat, juntament amb el temple anomenat Maison Carrée, que també va arribar als nostres dies en molt bon estat de conservació.

## Història
Va ser construït entre l'any 50 i 100, sobre el model del coliseu de Roma. L'amfiteatre té una capacitat per a 25.000 espectadors, repartida en quatre zones i trenta-quatre tribunes. L'amfiteatre mesura 133 m de longitud per 101 m d'ample i 21 m d'alçària, i les arenes mesuren 69 per 38 m.
Incloïa dos pisos de 60 arcades dominats per un àtic. L'amfiteatre contenia 34 rengleres de grades.
A l'edat mitjana, l'edifici va ser utilitzat com a poble fortificat, i incloïa dues esglésies, 220 cases, així com una petita fortificació. Fins a principis del segle XIII, els seus habitants es van beneficiar d'una administració separada de la ciutat.
Al segle XIX, el monument va ser netejat i convertit en arena l'any 1863. Actualment acull una vintena de corrides de toros i corrides camargueses, i diferents actes culturals: concerts, reconstruccions històriques, entre les quals trobem les Jornades Romanes de Nîmes. A part d'aquests esdeveniments, l'edifici està obert als visitants durant tot l'any.
Avui, l'amfiteatre és utilitzat per a nombrosos espectacles, en particular per a les curses de braus, a les quals cal afegir el teatre i espectacles musicals. És un dels més ben conservats del món.